# تسوج
تسوج  شهری در شمال دریاچه ارومیه و در غرب استان آذربایجان شرقی و مرکز بخش تسوج از توابع شهرستان شبستر است. جمعیت این شهر در سال ۱۳۹۵ بالغ بر ۷,۵۲۲ نفر بوده‌است. تسوج در ۴۰ کیلومتری غرب شبستر (مرکز شهرستان)، ۵۵ کیلومتری شرق سلماس، ۱۱۰ کیلومتری غرب تبریز (مرکز استان)، ۱۴۰ کیلومتری شمال ارومیه و ۷۲۱ کیلومتری شمال‌غرب تهران (پایتخت) واقع شده‌ است. 
نام تسوج عربی‌ شده تسوگ پارسی است که در زمان ساسانیان به معنای شهرستان بوده‌ است.

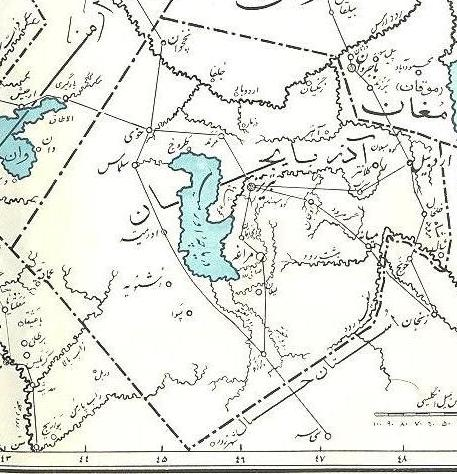
تسوج (طروج) در استان آذربایجان در دوره خلفای عباسی

حمدالله مستوفی در قرن هشتم هجری به علت زیاد بودن جمعیت تسوج در آن دوران، یکی از نام‌های قدیمی دریاچه ارومیه را دریای شور طسوج نام برده و دربارهٔ این شهر می‌نویسد: 
طسوج قصبه‌ای است بر دو مرحلهٔ تبریز به جانب غربی و در شمال بحیرهٔ چیچست افتاده‌ است، باغستان بسیار دارد، میوه‌هایش بسیار و نیکوست، از تبریز گرم‌تر و به جهت نزدیکی به بحیره به عفونت مایل است و آبش از رودی که از آن جبال آید و از چشمه تأمین می‌شود، ساکنانش از ترک و تاجیک ممزوجند، حقوق دیوانیش کمابیش پنج هزار دینار به دفتر درآمده‌ است و به وقف ابواب‌البر ابوسعیدی تعلق دارد.

## جغرافیا
تسوج در جلگه ای میان کوه‌های میشوداغ و دریاچه ارومیه قرار گرفته‌ است و آب و هوایی سرد و نسبتاً معتدل بر این شهر حاکم است. شهر تسوج از لحاظ جغرافیایی در ۳۸ درجه و ۱۹ دقیقه شمالی و ۴۵ درجه و ۲۱ دقیقه شرقی قرار گرفته‌است.

## مردم
برطبق آمار سال ۱۳۹۵ خورشیدی از مجموع ۷,۵۲۲ نفر جمعیت ساکن شهر تسوج و دیزج شیخمرجان، ۳,۷۴۲ نفر مرد و ۳,۷۸۰ نفر زن هستند که مجموعاً در قالب ۲,۵۱۴ خانوار ساکن این شهر هستند؛ و بعد خانوار ۳٫۲ و نسبت جنسیتی ۹۸٫۸ می‌باشد جمعیت شهر تسوج در سال ۱۳۷۵ برابر ۳۲۳۵۰ نفر و در سال ۱۳۸۵ برابر ۳۶۷۸۰ نفر بوده‌است و طبق آمار سال ۱۳۸۵، ۷۲ درصد از مردم این شهر باسواد و ۲۸ درصد بی سواد بودند.

## کشاورزی
از لحاظ کشاورزی، خشکبار، مخصوصاً قیسی، زرد آلو، آلوبالو، گردو و بادام تسوج، معروف بوده ولی در سال‌های اخیر به علل نامعلومی بیشتر درختان این شهر دچار آفت زدگی شده‌است. از اصلی‌ترین صادرات تسوج، خشکبار است که به کشورهای همسایه همچون ترکیه و جمهوری آذربایجان صادر می‌شود؛ و از میوه‌های تر، سیب لبنانی و گلابی تسوج تحت عنوان تسوج آرمدی معروفیت خاصی دارد

## کارخانجات
در ۷ کیلومتری غرب شهر تسوج و دیزج شیخمرجان کارخانه آجر سفال چشمه کنان و در شهر تسوج، کارخانه‌های تولیدی به نام‌های گونی‌بافی تسوج و شرکت تولیدی کالای خواب آلتون هاشمی و کارخانه چاپ فیلم و بسته‌بندی فعالیت می‌کنند، در دیزج شیخ مرجان، کارخانه قند رافینری فعالیت کرده و در ناحیه صنعتی چهرگان که در ۵ کیلومتری غرب شهر واقع شده، واحد سردخانه فعالیت می‌کند و به دلیل تکمیل نبودن زیر ساخت‌ها در آن ناحیه صنعتی، تاکنون استقبال گرمی از طرف صاحبان صنایع از آن نشده‌است. اما در زمینهٔ اشتغال، به دلیل نبود شغل مناسب برای جوانان اکثراً تحصیل کردهٔ منطقه، آن‌ها مجبور به مهاجرت به شهرهای بزرگ می‌شوند ولی با توجه به اینکه مردمان این شهر از سطح آگاهی زیادی برخوردارند مردم با مراجعه به شهر تسوج و ایجاد و ساخت خانه‌های ویلای هنوز هم بر توسعه شهر خود همت می‌گمارند از این رو جمعیت این شهر کاهش نیافته‌است. اخیراً معدن مس چشمه کنان در ۸ کیلومتری شهر تسوج شروع به فعالیت نموده، و همچنین در تاریخ ۹۱/۱۱/۲۳ با حضور استاندار آذربایجان شرقی (احمد علی رضابیگی)، کارخانه شن و ماسه و آسفالت شهرداری تسوج با ظرفیت تولید ۱۲۰ تن در ساعت، در این شهر تاریخی، به بهره‌برداری رسید. راه اندازی این واحد تولیدی، عمرانی که احداث آن از سال ۱۳۸۹ در زمینی به مساحت ۵ هکتار، طراحی و اجرا شده، بالغ بر ۱٫۵ میلیارد تومان، اعتبار هزینه شده و با افتتاح آن، برای ۱۵ نفر، فرصت شغلی، فراهم گردیده‌است. منطقه گردشگری بسیار زیبایی به نام روستای الماس است که بازدید از آن سفر به شمال را در ذهن آدم تداعی می‌کند.

## آثار تاریخی
- مسجد جامع تسوج و چنار واقع در حیاط آن
- مسجد یادگارشاه
- حمام بازار تسوج
- کاروان سرای شاه عباسی مسیر تسوج - مرند
- زیارتگاه علمدار
- کول تپه(روستای قره تپه)
- آتشکده در نزدیکی قره تپه
- مقبره سادات ملکی
- مزار علی حسین خان قلعه‌ای از بزرگان مشروطه آذربایجان
- مزار پیر وردی در شمال شرق تسوج
- تسوج اسکی (تسوج قدیمی)
- سنگ آسیاب، نگهداری شده در میدان شهر داری تسوج و آسیاب قدیمی منطقه در نزدیکی روستای الماس

## نگارخانه

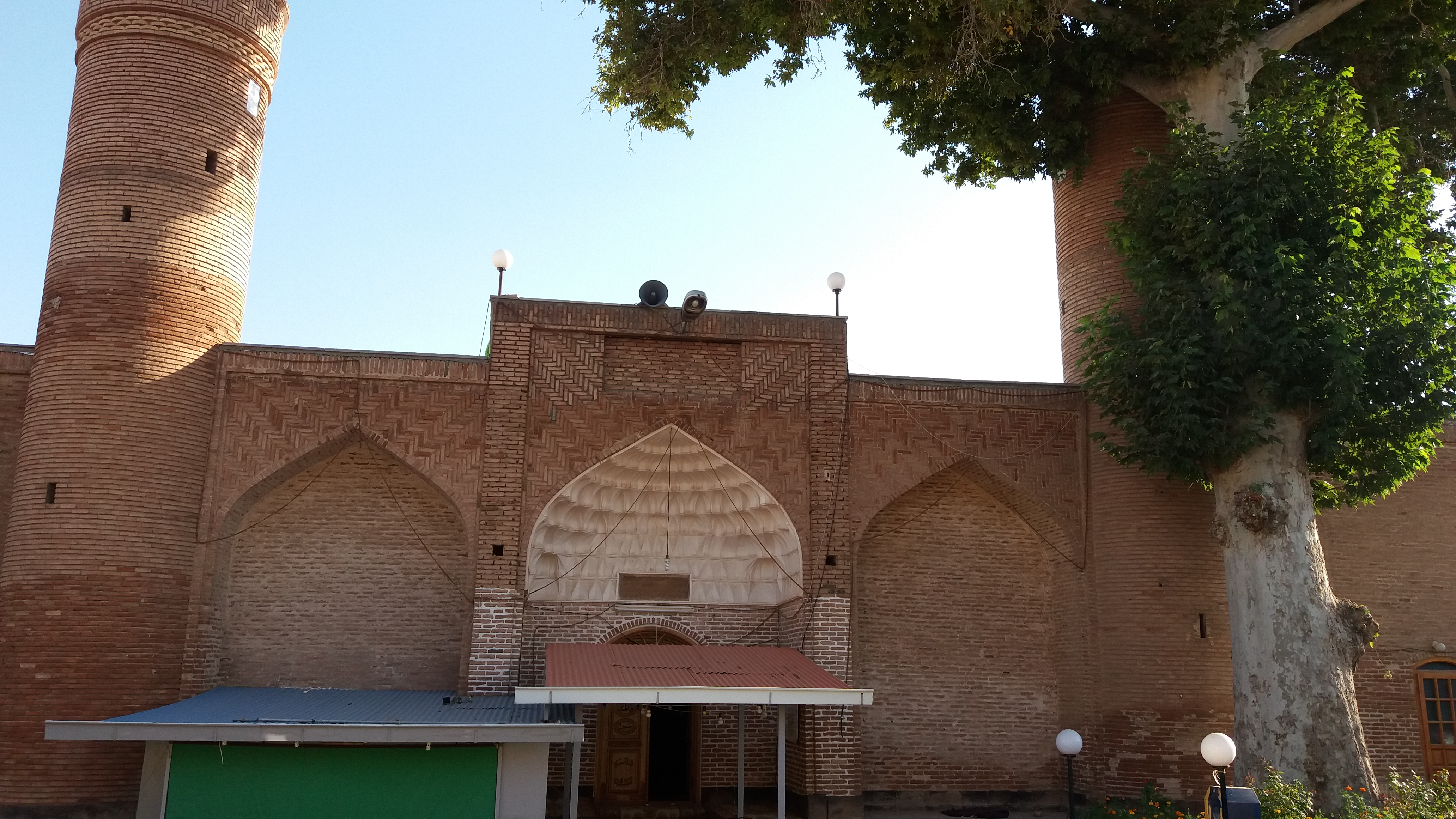
مسجد جامع تسوج؛ دورهٔ ایلخانان
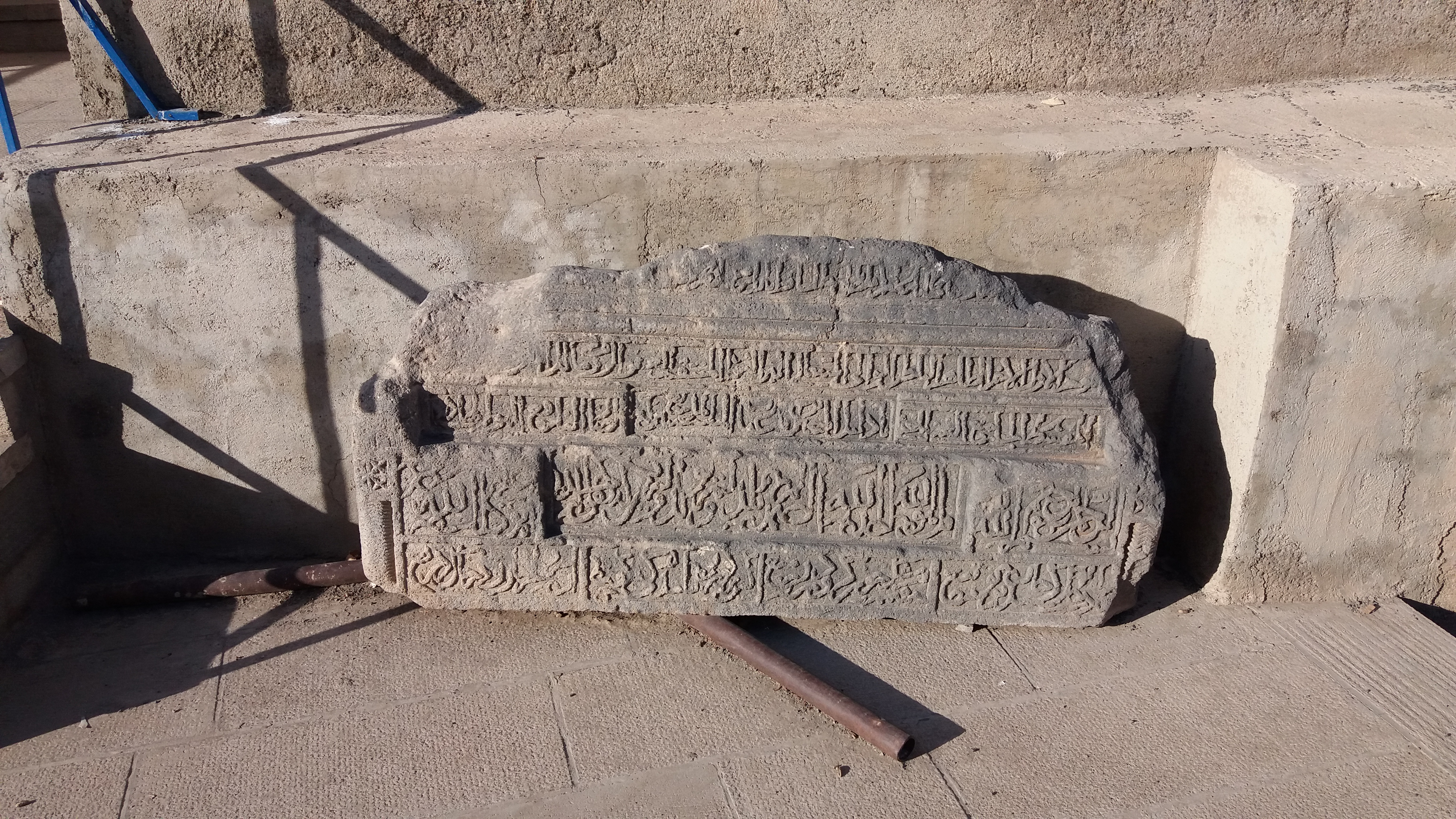
کتیبهٔ مسجد جامع تسوج
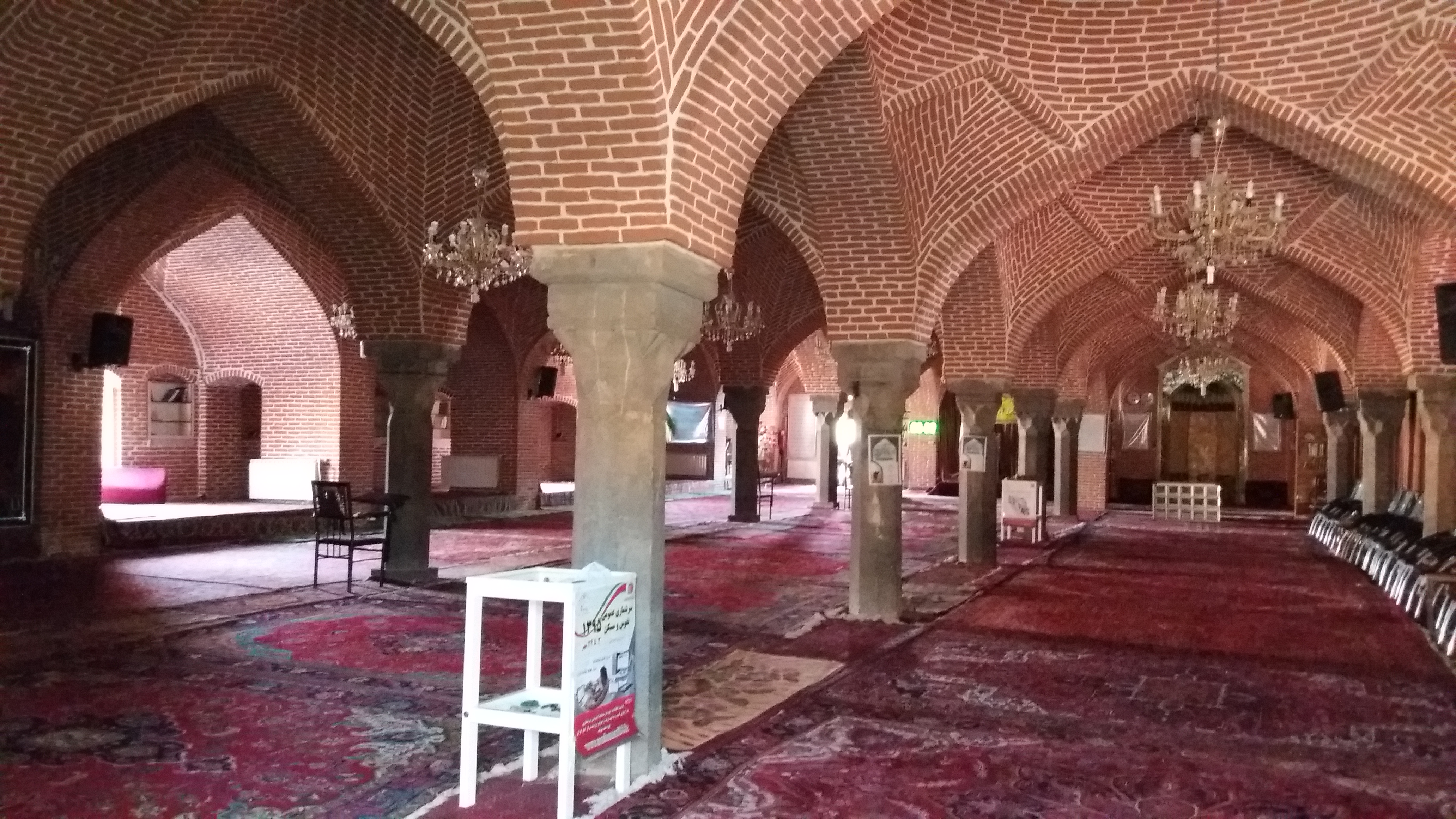
مسجد جامع تسوج
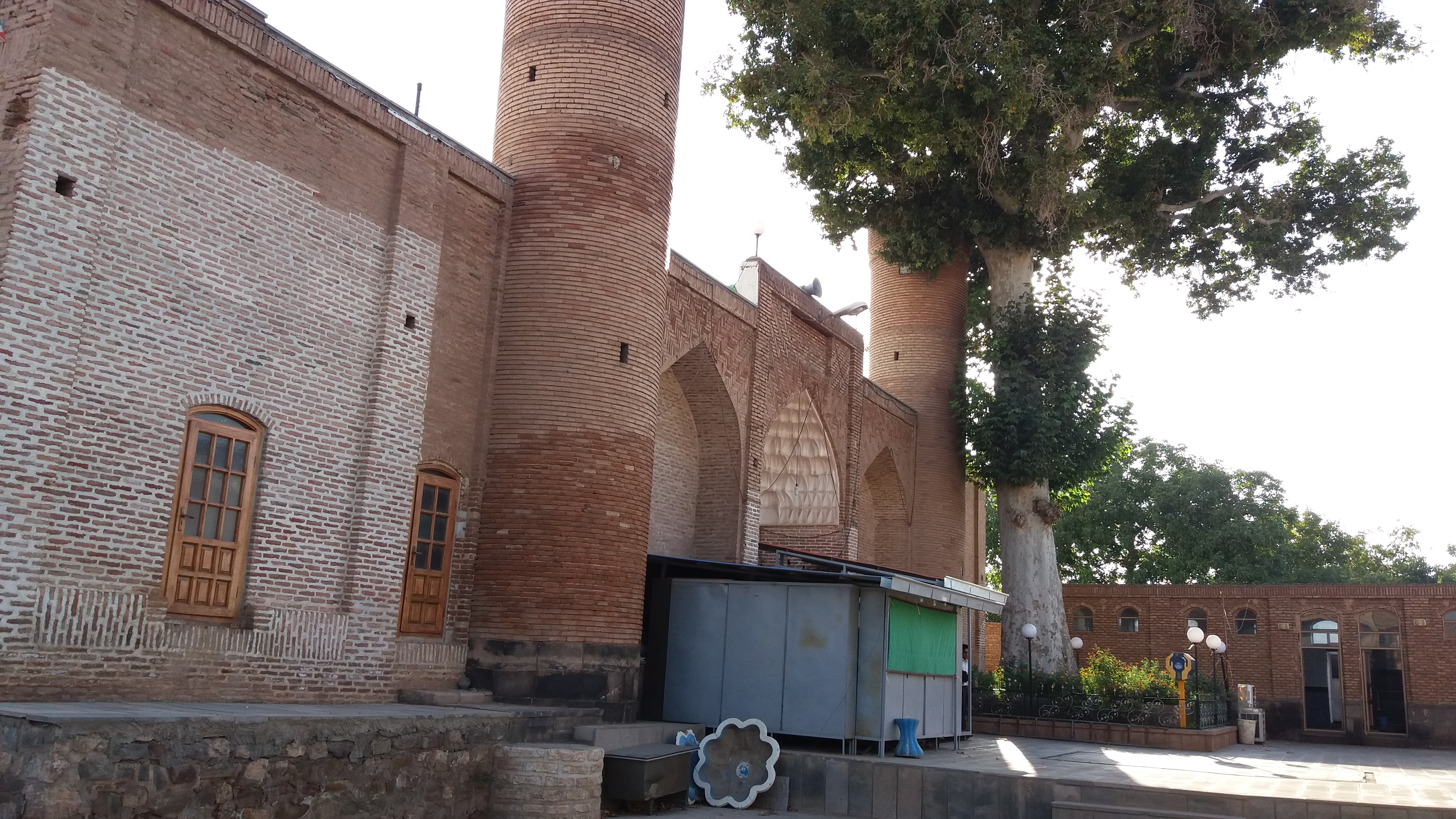
مسجد جامع تسوج
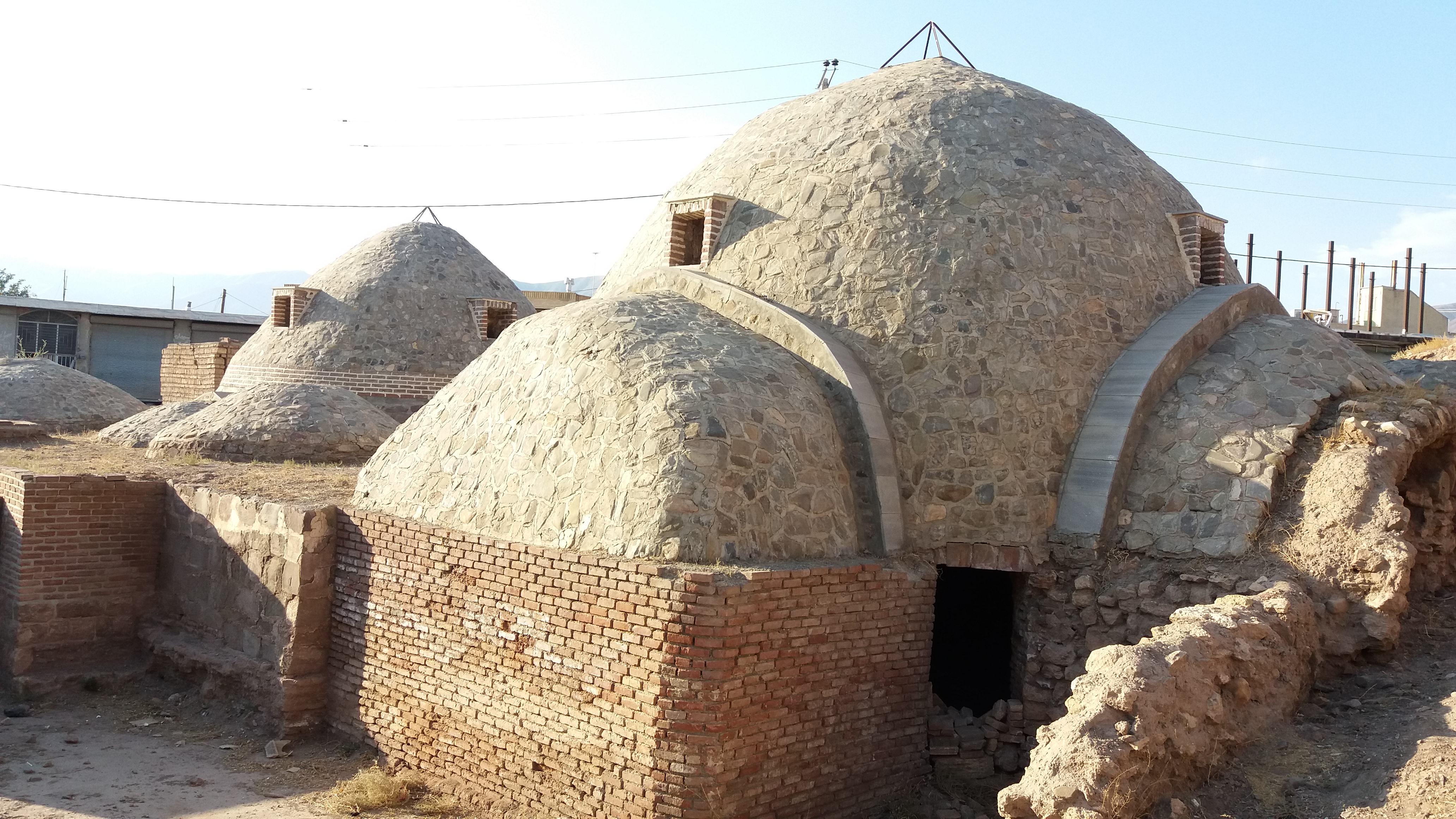
حمام تاریخی تسوج
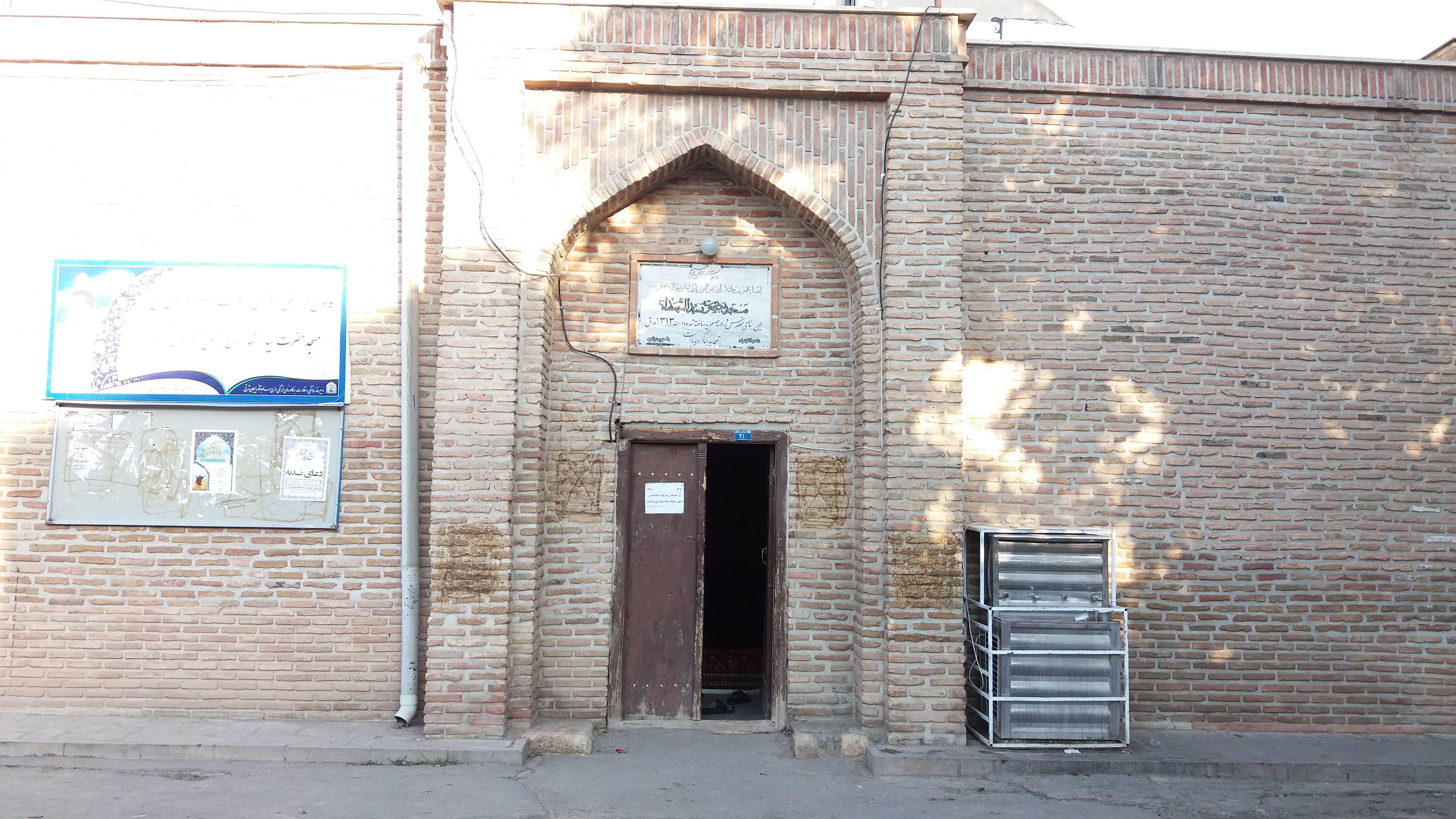
مسجد یادگارشاه؛ دورهٔ قراقویونلو